# Verešidba
Verešidba (mađ. Vörösi puszta) je pogranično selo u južnoj Mađarskoj.

## Zemljopisni položaj
Nalazi se na 45° 47' 7" sjeverne zemljopisne širine i 18° 26' 5" istočne zemljopisne dužine, 100 m od najbliže granice s Republikom Hrvatskom, a zapravo je s tri strane okruženo teritorijem RH. Od naselja u RH, Baranjsko Petrovo Selo je 1,5 km jugoistočno, Zeleno Polje je 3 km istočno, Novi Bezdan je 3 km južno-jugoistočno, Novo Nevesinje je 4 km južno-jugozapadno, a Torjanci su 4 km jugozapadno.
Kašad je 1 km, Olnica 3 km, a Rastince su 4 km zapadno, Naćfa je 1,5 km sjeverozapadno, Tapoca se nastavlja neposredno sjeverno-sjeverozapadno na Breme, Aršanj je 1,5 km sjeverno, Viljan je 7 km, Madžarboja 6,5 km, a Lapandža je 5 km sjeveroistočno, a Iločac je 5 km istočno. Nekad samostalno selo Pišpek se nalazi neposredno sjeveroistočno od južnog dijela Brimena. Kuće u Pišpeku su udaljene 1 km od samog Bremena, sjeverno od Bremenskog brda.

## Upravna organizacija
Upravno pripada Šikloškoj mikroregiji u Baranjskoj županiji. Poštanski broj je 7827. Nekad je bilo samostalno selo, a danas pripada velikom selu Bremenu, kao i nekad samostalno selo Pišpek (Püspökbóly). Istog su poštanskog broja.

## Vanjske poveznice
- Hrvatski glasnik br.33/2007.  Arhivirana inačica izvorne stranice od 29. srpnja 2014. (Wayback Machine) Stipo Oršokić mlađi, Kašađanin načelnik Bremena, 16. kolovoza 2007., str. 4
- (mađ.) Službene stranice
- (mađ.) Plan sela Bremena  Arhivirana inačica izvorne stranice od 16. svibnja 2011. (Wayback Machine)
- Verešidba na fallingrain.com